# Xã New Tennessee, Quận Perry, Arkansas
Xã New Tennessee (tiếng Anh: New Tennessee Township) là một xã thuộc quận Perry, tiểu bang Arkansas, Hoa Kỳ. Năm 2010, dân số của xã này là 202 người.